# Norrbottens Fotbollförbund
Norrbottens Fotbollförbund (Norrbottens FF) är ett av de 24 distriktsförbunden under Svenska Fotbollförbundet. Norrbottens FF administrerar de lägre serierna för seniorer och ungdomsserierna i Norrbottens län. Det bildades den 29 april 1917.

## Serier
Norrbottens FF administrerar följande serier:

### Herrar
Division 4 - två serier

Division 5 - två serier

Division 6 - tre serier

### Damer
Division 3 - en serie

Division 4 - två serier

### Övriga serier
- Ungdomsserier
- Reservlagsserier